# Энтузиазм

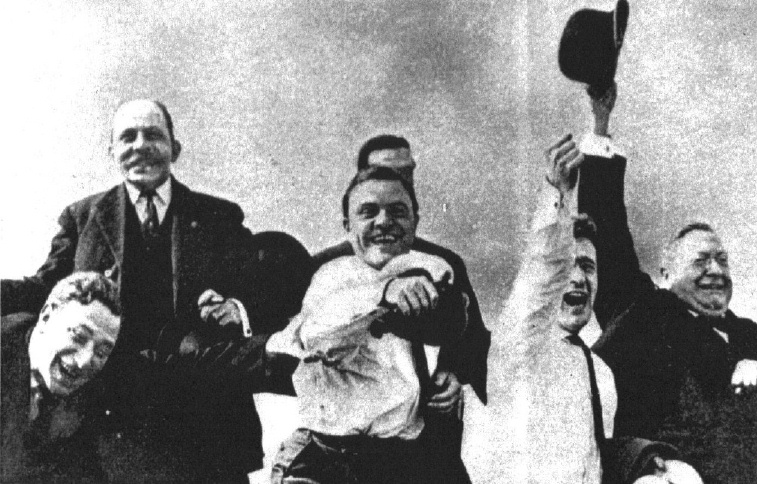
Энтузиазм мужчин (1910 год)

Энтузиа́зм (от греч. ενθουσιασμός, ενθουσίασις «вдохновение ← скрытое желание, воодушевление») — сильное одушевление, увлеченье, восхищенье, страстное обаяние, восторженность, положительно окрашенная эмоция, состояние воодушевления, а также совершение под влиянием этого настроения активных действий по достижению определённых целей.
Первоначально словом энтузиазм обозначали состояние человека, одержимого божеством или находящегося под его влиянием (например, энтузиазм Пифии или вакханок). Позже, со времён поздней античности и практически до новейшего времени — эстетическая категория, характеризующая реакцию субъекта на возвышенное, прекрасное. Так, Сократ считал поэтическое вдохновение энтузиазмом. В настоящее время энтузиазмом называют целеустремлённость в достижении каких-то целей. Характерная особенность энтузиазма — его ориентированность (направленность интереса) на цель (результат), и уже через это (опосредованно) — на сам процесс достижения цели.

## Характерен для случаев
- Когда человек находит (или ему становится доступным) путь для достижения какой-либо важной ему цели.
- Когда человек в конце длительной или объёмной работы стремится доделать её быстрее с целью применения результатов.
- Когда под влиянием обучения, произведений культуры или жизненного опыта у человека сильно меняются жизненные приоритеты — и появляются новые цели.

Активно использовался в советское время, отражая стремление советских людей возможно быстрее построить «светлое будущее».

## Энтузиаст

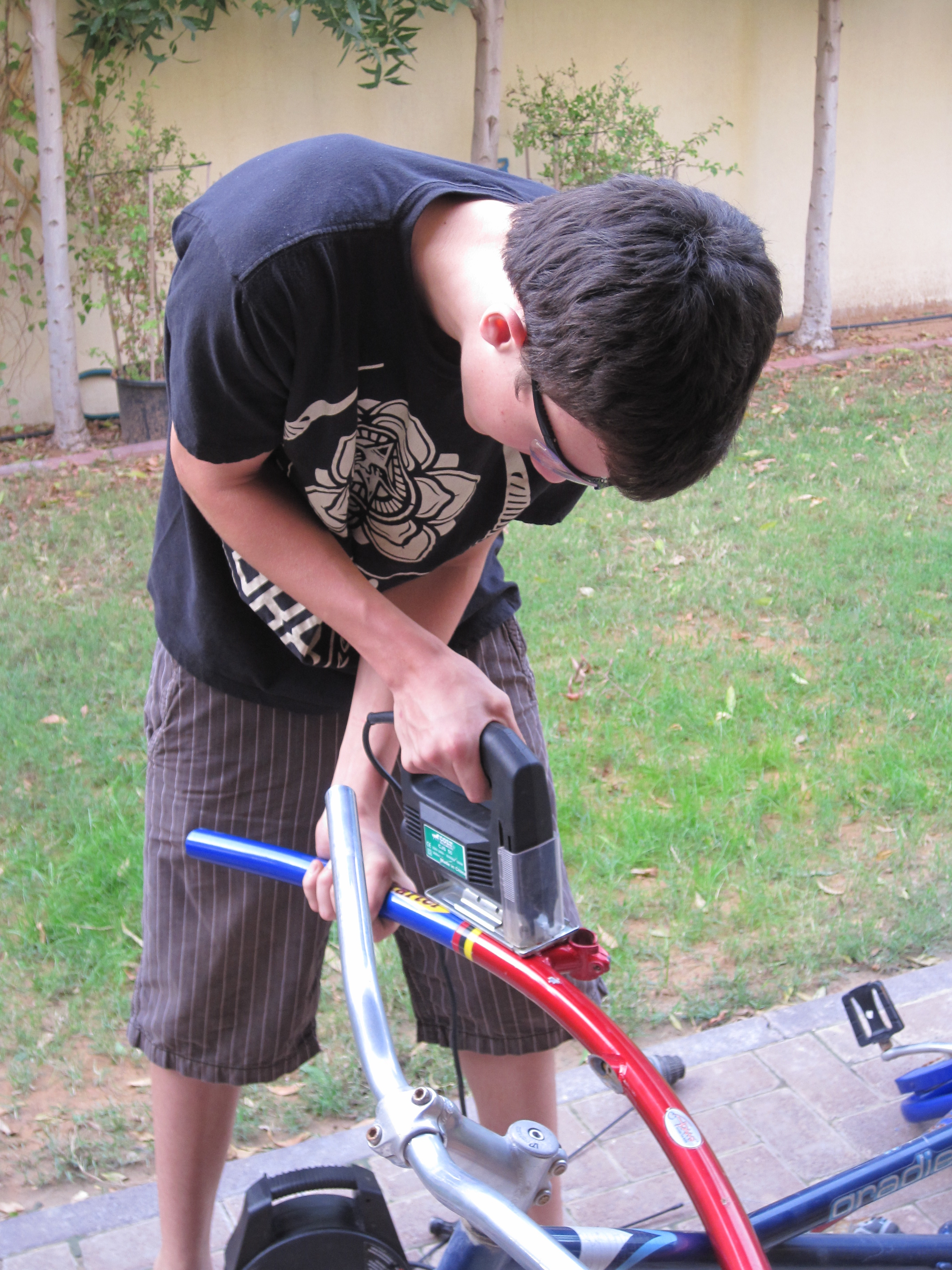
Энтузиаст мастерит велосипед

Несмотря на прямую этимологию слова энтузиаст (человек с проявлением энтузиазма), употребляется этот термин только в тех случаях, когда (основная) мотивация цели человека — внутренняя, не ориентированная на получение прямой выгоды. Аналогичное значение имеет выражение «на голом энтузиазме». 
Варианты:
- Человек, делающий какое-то значимое для общества дело по собственной инициативе, в силу внутренних убеждений, без получения прямой выгоды (примеры: разработка ПО с открытым кодом, правка статей Википедии, организация обществ защиты природы и тому подобное).
- Человек, имеющий какое-либо затратное и/или малопопулярное хобби, связанное с конструированием, спортом или любыми другими видами активной деятельности (не отдыхом).